# Trude Brionne

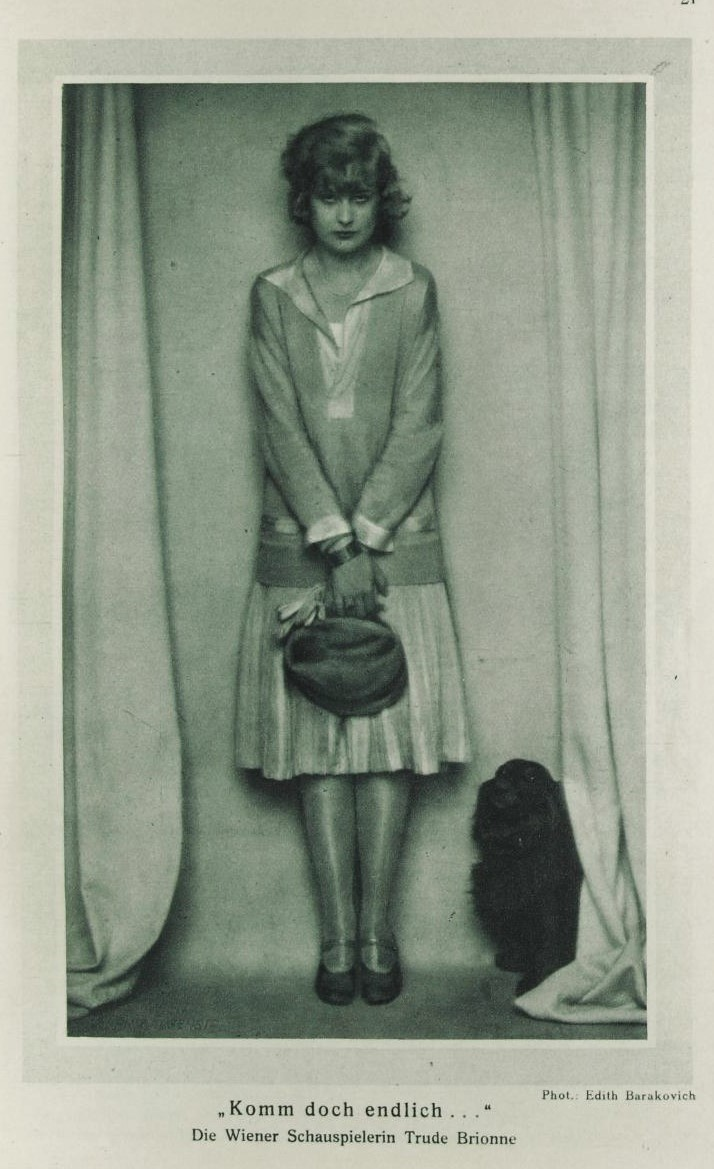
Die Wiener Schauspielerin Trude Brionne (vor 1928)

Trude Brionne, gebürtig Gertrud Maria Ernestine von Borkenau, ab 1934 bürgerlich Gertrud (Gräfin von) Nostitz-Rieneck (* 6. November 1907 in Berlin; † 13. Juli 1995 in Wien), war eine österreichische Sängerin und Schauspielerin bei Bühne und frühem Tonfilm.

## Leben und Wirken

### Werdegang am Theater und Eheschließung
Trude Brionne wurde als Gertrud Maria Ernestine von Borkenau geboren, ihr leiblicher Vater war jedoch der Schauspieldirektor Alfred Lürger. Sie besuchte das Kloster Notre Dame de Sion in Wien und erhielt in den 1920er Jahren ihre künstlerische Ausbildung an der Akademie für darstellende Künste. Sie begann ihre Bühnenlaufbahn in der Spielzeit 1925/26 am Deutschen Volkstheater Wien. Nach nur einer Spielzeit wechselte sie an die Wiener Kammerspiele unter der Leitung von Franz Wenzler, wo die junge Künstlerin bis 1930 blieb. Hier sah man sie beispielsweise 1926 an der Seite von Peter Lorre und Hans Peppler als wiederkehrende Partner in den Stücken Faust, Die Nacht ist unser, Die fleißige Leserin und Das Mädchen auf dem Diwan. Einen besonders großen Erfolg feierte Trude Brionne 1928 als Interpretin und Sängerin in der Revue Jetzt oder nie…!
1930 folgte die gebürtige Berlinerin einem Ruf zurück in ihre Heimatstadt. Dort wirkte Trude Brionne eine Spielzeit am Deutschen Künstlertheater, im selben Jahr (Oktober 1930) sah man sie aber auch im Renaissance-Theater erneut an Lorres Seite, diesmal in dem Stück Voruntersuchung. Etwa zeitgleich war sie die Partnerin Werner Fincks in der Oper Der Fältige. Danach ging sie 1931 für eine weitere Spielzeit an das von Fritz und Alfred Rotter geleitete Lessingtheater. In der Übergangszeit von der Weimarer Republik zur NS-Diktatur war Trude Brionne am Deutschen Künstlertheater verpflichtet, wo sie auch in der kommenden Spielzeit beschäftigt blieb. Am 8. Jänner 1934 heiratete sie den Grafen Ervín von Nostitz-Rieneck (1898–1952) auf dessen Familienschloss bei Karlsbad (Böhmen). Das Ehepaar emigrierte später in die USA. Nach dem Krieg kehrten die Eheleute nach Europa zurück und ließen sich in Wien nieder.

### Beim Film
Trude Brionne hatte während ihrer Berliner Jahre 1930 bis 1933 in einer Reihe von Filmen mitgewirkt, jedoch nur selten größere Rollen bekommen. Am ehesten ist sie mit der Freundin der Katti Lanner, Susi, in Ludwig Bergers musikalischer Romanze Walzerkrieg in Erinnerung geblieben. In ihren anderen Filmen wurde sie meist auf die herzige Tochter, einfache Angestellte (Kellnerin, Köchin, Wirtschafterin) oder das nette Mädchen von nebenan festgelegt. In dem Welterfolg Der Kongreß tanzt von 1931 ist sie nur einige wenige Sekunden lang als eine von mehreren Verkäuferinnen in einem Handschuhladen zu sehen.

## Filmografie (komplett)
- 1930: Va Banque
- 1930: Bockbierfest
- 1931: Ehe m.b.H
- 1931: Der Kongreß tanzt
- 1932: Skandal in der Parkstraße
- 1932: Mieter Schulze gegen alle
- 1933: …und wer küßt mich?
- 1933: Walzerkrieg
- 1933: Du bist entzückend, Rosmarie!